# Anacardiaceae
Anacardiaceae este o familie ce cuprinde plante lemnoase sau arbuști, având florile cu simetrie actinomorfă, cu fructul de tip drupă. Sunt răspândite în regiunile tropicale și mediteraneene, majoritatea speciilor fiind iritante datorită producerii de urushiol. Tipul reprezentativ pentru această familie îl constituie arborele caju, alături de care se întâlnesc mango, iederă otrăvitoare, sumac, scumpie și fistic.

## Genuri
| - Actinocheita - Anacardium (caju) - Androtium - Antrocaryon - Apterokarpos - Astronium (=Myracrodruon) - Baronia - Bonetiella - Bouea - Buchanania - Campnosperma - Cardenasiodendron - Choerospondias - Comocladia - Cotinus (scumpie) - Cyrtocarpa - Dracontomelon - Drimycarpus | - Ebandoua - Euleria - Euroschinus - Faguetia - Fegimanra - Gluta - Haematostaphis - Haplorhus - Harpephyllum - Heeria - Holigarna - Koordersiodendron - Lannea - Laurophyllus - Lithraea - Loxopterigium - Loxostylis - Malosma - Mangifera (mango) | - Mauria - Melanochyla - Metopium - Micronychia - Montagueia - Mosquitoxylum - Nothopegia - Ochoterenaea - Operculicarya - Ozoroa - Pachycormus - Parishia - Pegia - Pentaspadon - Pistacia (fistic) - Pleiogynium - Poupartia - Protorhus | - Pseudoprotorhus - Pseudosmodingium - Pseudospondias - Rhodosphaera - Rhus (sumac) - Schinopsis - Schinus - Sclerocarya - Semecarpus - Smodingium - Solenocarpus - Sorindeia - Spondias - Swintonia - Tapirira - Thyrsodium - Toxicodendron (iederă otrăvitoare) - Trichoscypha |